# Steinklee
Steinklee (Melilotus), auch Honigklee genannt, ist eine Pflanzengattung, die zur Unterfamilie der Schmetterlingsblütler (Faboideae) innerhalb der Familie der Hülsenfrüchtler (Fabaceae) gehört. Die etwa 20 Arten sind in Eurasien verbreitet.

## Beschreibung

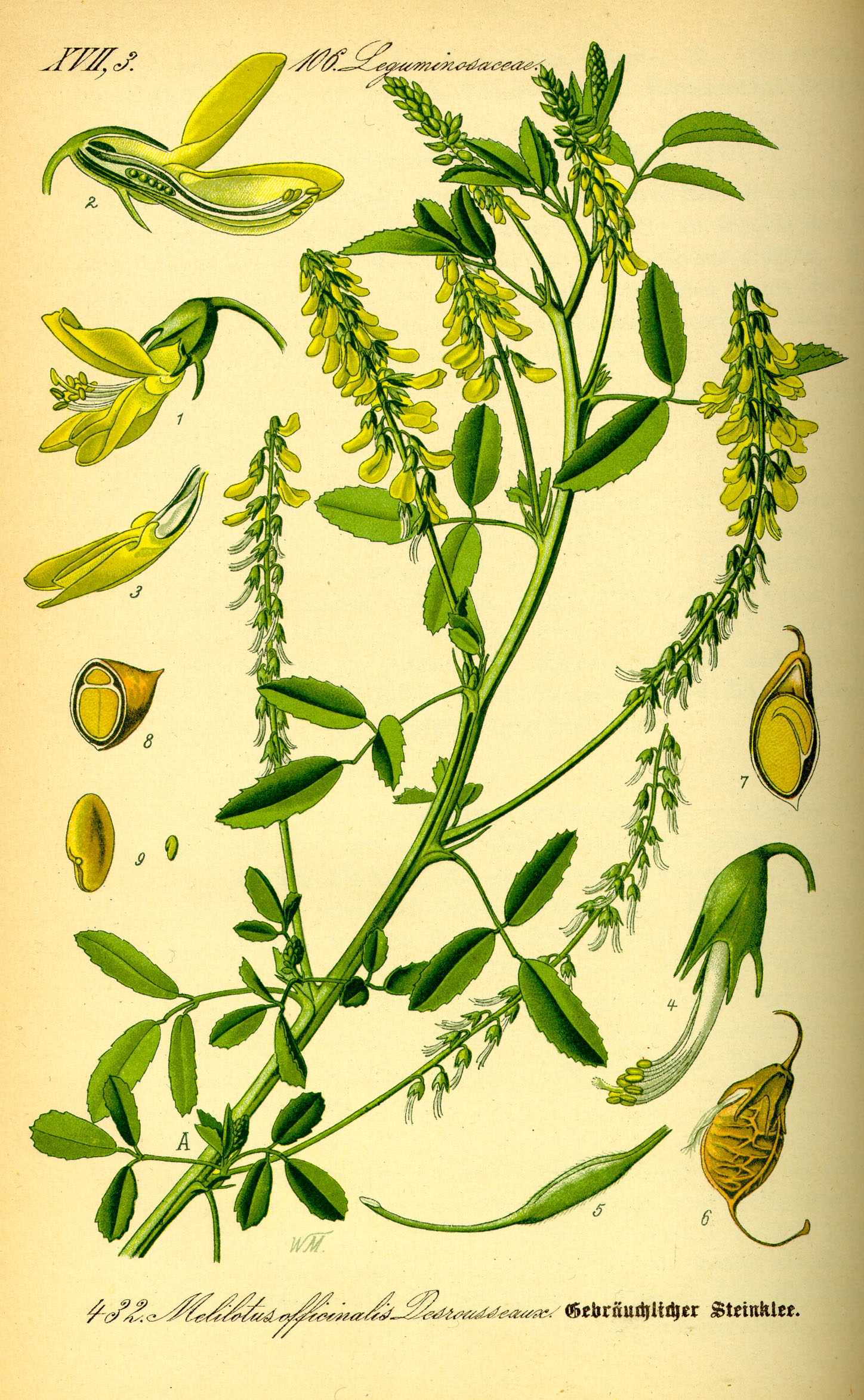
Gelber Steinklee (Melilotus officinalis), Illustration

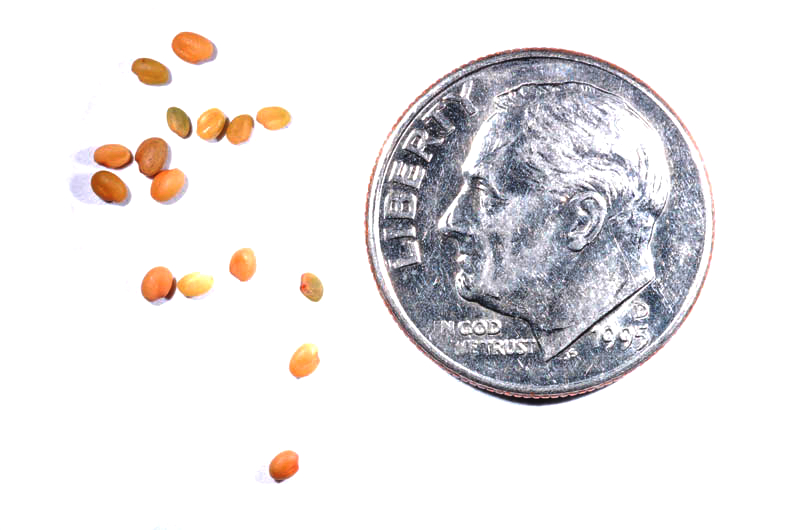
Samen vom Weißen Steinklee (Melilotus albus)

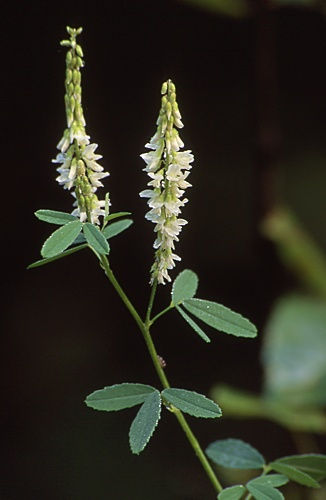
Zwei Blütenstände und Laubblätter vom Weißen Steinklee (Melilotus albus)

### Vegetative Merkmale
Steinklee-Arten sind ein- bis zweijährige krautige Pflanzen.
Die wechselständig und spiralig angeordneten Laubblätter sind in Blattstiel und Blattspreite gegliedert. Die unpaarig gefiederte Blattspreite enthält nur drei Fiederblättchen. Die Ränder der Fiederblättchen sind gezähnt. Die Nebenblätter sind mit dem Blattstiel verwachsen.

### Generative Merkmale
Die Blüten stehen in seitenständigen, unverzweigten, traubigen Blütenständen zusammen. Es sind nur winzige Tragblätter und Blütenstiele vorhanden.
Die zwittrigen Blüten sind zygomorph und fünfzählig mit doppelter Blütenhülle. Die fünf Kelchblätter sind glockenförmig verwachsen. Die mehr oder weniger ungleichen Kelchzähne sind deutlich kürzer als die Kronröhre. Die fünf gelben oder weißen Kronblätter stehen in der typischen Form der Schmetterlingsblüte zusammen. Das aus zwei Kronblättern verwachsene Schiffchen ist kürzer als die beiden Flügel. Neun der zehn fertilen Staubblätter sind untereinander röhrig verwachsen mit gleichgestaltigen Staubbeuteln. Es ist nur ein oberständiges Fruchtblatt vorhanden mit ein bis fünf Samenanlagen. Der Griffel ist dünn.
Die kleine Hülsenfrucht ist etwa so lang wie der Kelch und enthält ein bis vier Samen.

## Ökologie
Die Bestäubung erfolgt durch Hymenoptera, hauptsächlich durch Bienen (Entomophilie).
Als Diaspore (Verbreitungseinheit) dient die Frucht oder der Samen.

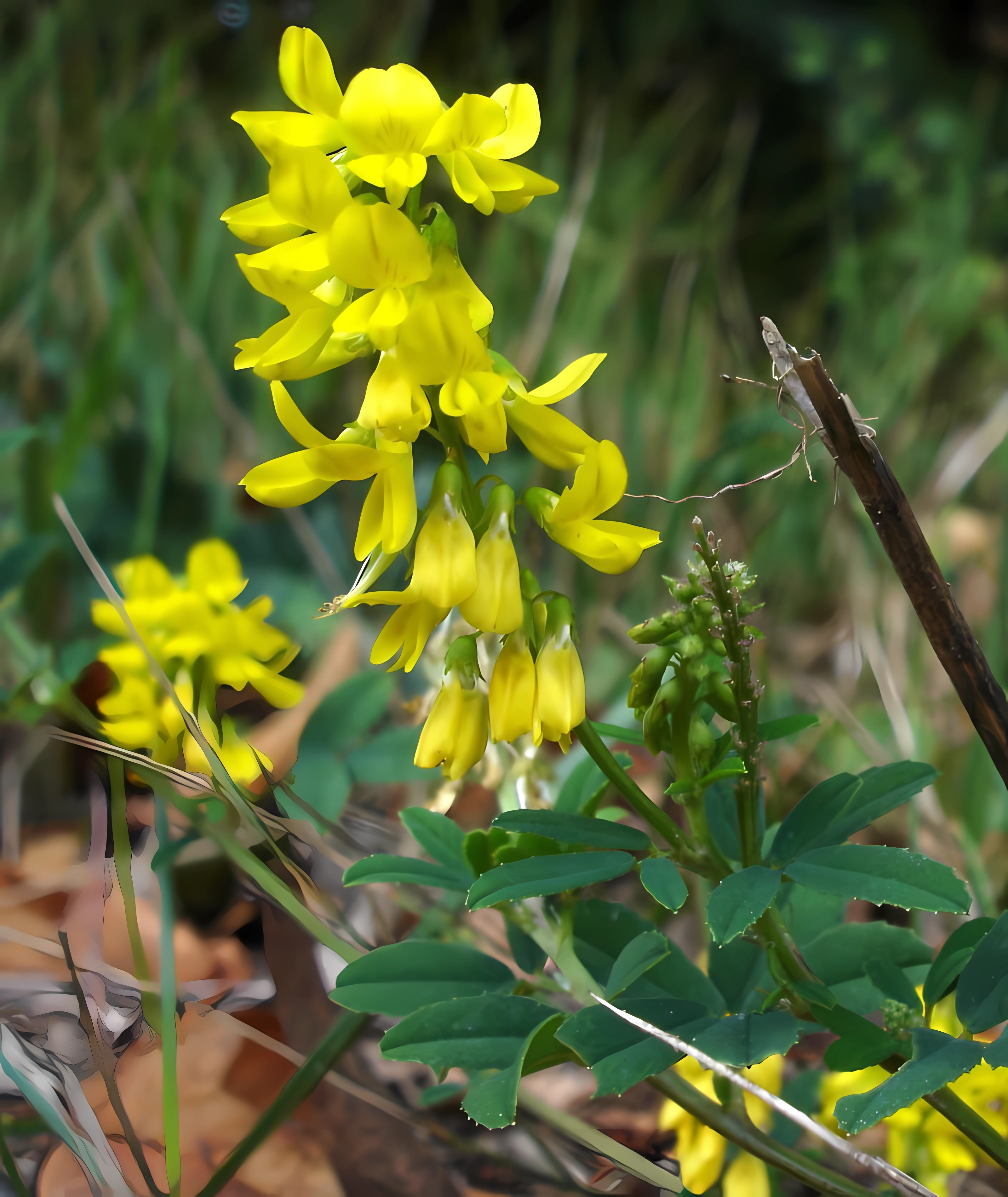
Hoher Steinklee (Melilotus altissimus)

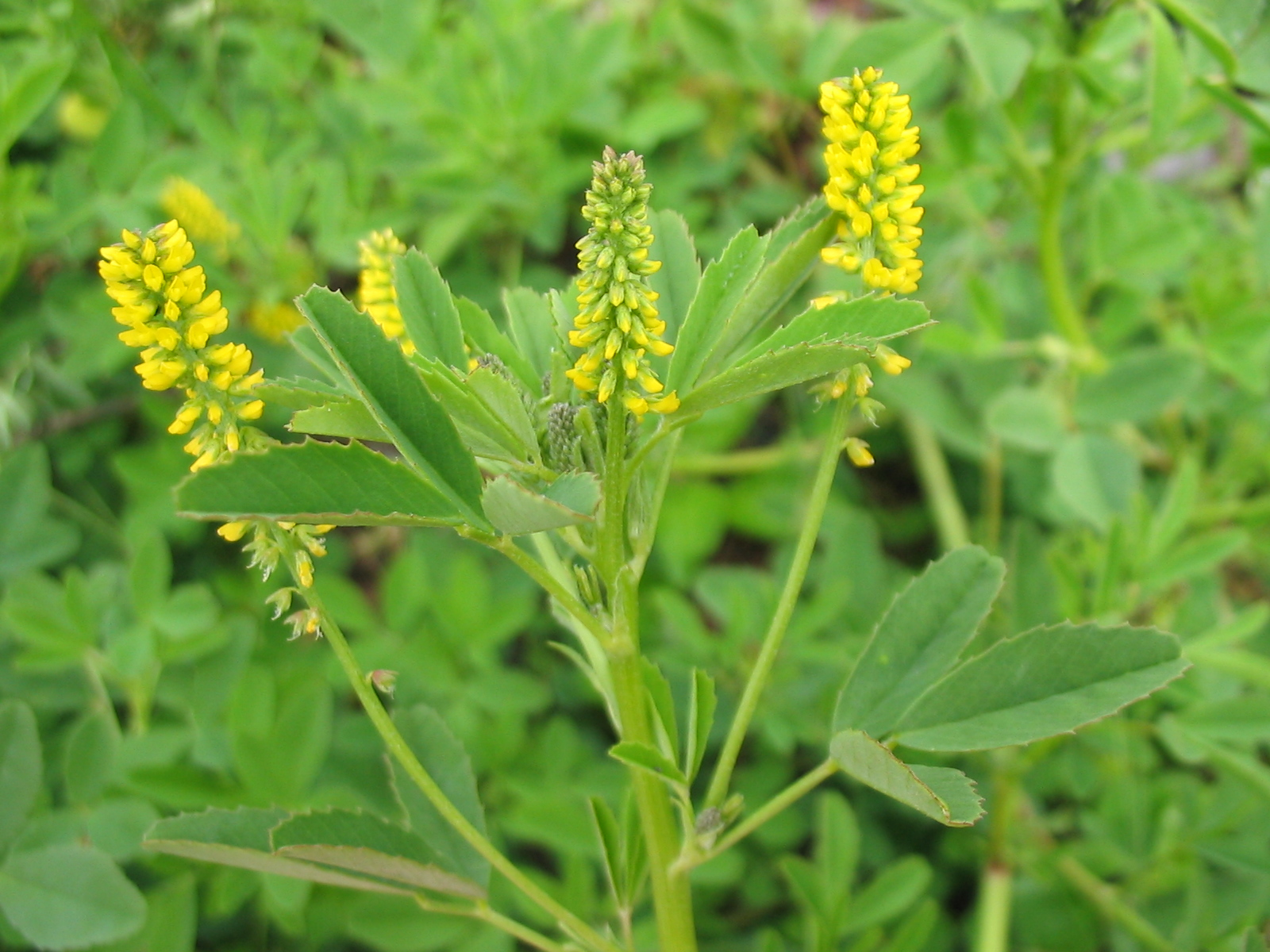
Kleinblütiger Steinklee (Melilotus indicus)

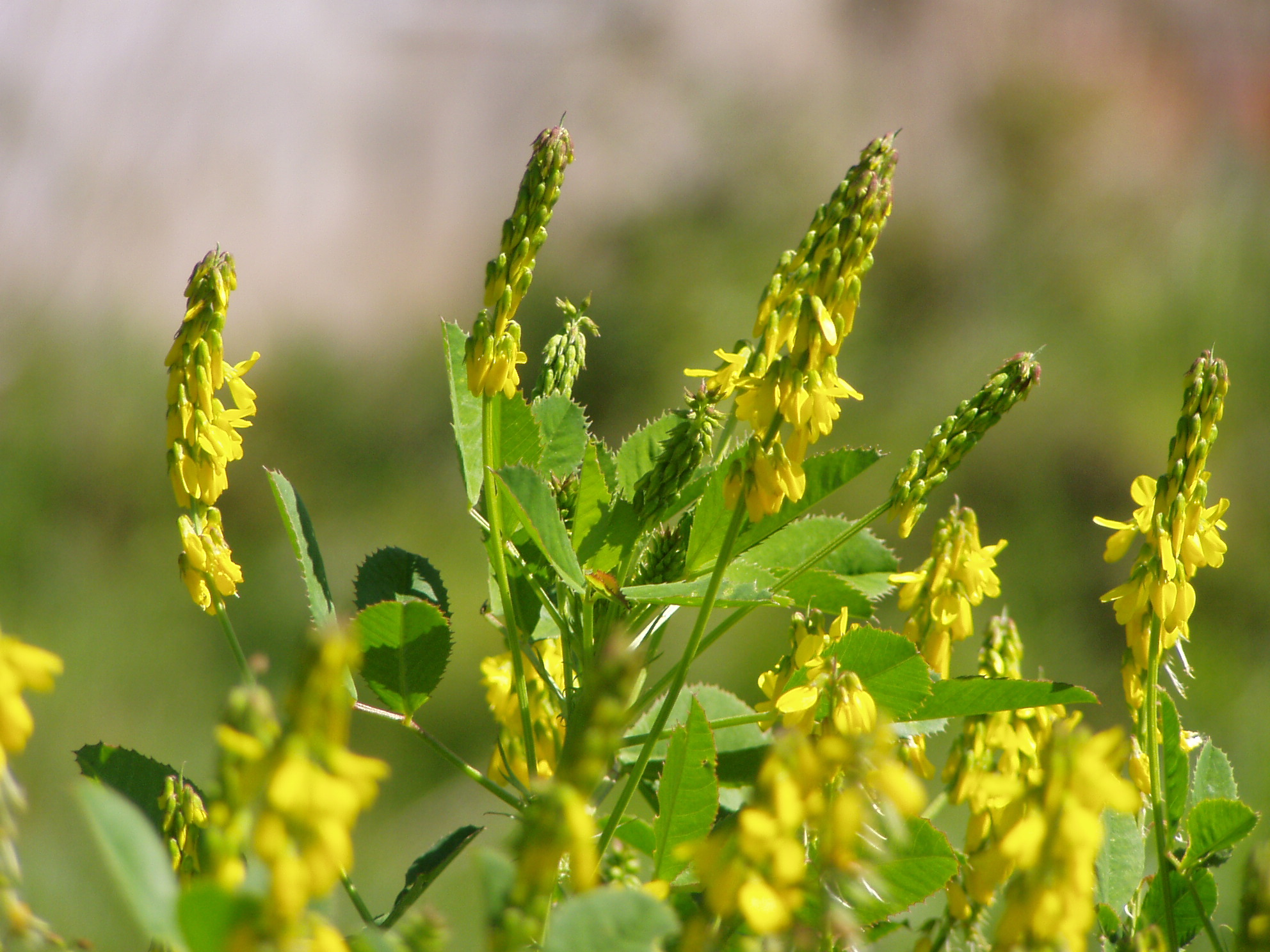
Melilotus segetalis

## Systematik und Verbreitung
Die Gattung Melilotus wurde 1754 durch Philip Miller in The Gardeners Dictionary. Abridged. 4. Auiflage, Volume 1–3 aufgestellt. Die Gattung Melilotus gehört zur Tribus Trifolieae in der Unterfamilie der Schmetterlingsblütler (Faboideae) innerhalb der Familie der Hülsenfrüchtler (Fabaceae).
Die meisten Arten kommen vom Mittelmeerraum bis Zentralasien vor.
Die Gattung umfasst etwa 20 (bis 25) Arten:
- Weißer Steinklee (Melilotus albus Medik.): Er ist in Eurasien und Nordafrika verbreitet, fast weltweit ein Neophyt.[4]
- Hoher Steinklee (Melilotus altissimus Thuill.): Er ist in Europa und im asiatischen Russland verbreitet.[4]
- Gezähnter Steinklee (Melilotus dentatus (Waldst. & Kit.) Pers.): Er ist in Eurasien verbreitet.[4]
- Melilotus elegans Salzm. ex Ser.: Sie kommt in Südeuropa, in Vorderasien von Israel bis zur Türkei, Nordafrika bis Äthiopien, im Jemen, im Iran, in Madeira und auf den Kapverden vor.[4]
- Melilotus hirsutus Lipsky: Sie kommt in Georgien und im asiatischen Russland vor.[4]
- Kleinblütiger Steinklee (Melilotus indicus (L.) All.): Er ist in Eurasien und Afrika verbreitet und ist fast weltweit ein Neophyt.[4]
- Melilotus infestus Guss.: Sie ist in Portugal, Italien, auf den Balearen, in Korsika, Sizilien, Malta, Algerien, Tunesien und Marokko verbreitet und ist in Australien ein Neophyt.[4]
- Melilotus italicus (L.) Lam.: Sie ist in Südeuropa, in Algerien, Libyen, Marokko und von der Ägäis und Israel bis Syrien und zur Türkei verbreitet.[4]
- Melilotus macrocarpus Coss. & Durieu: Seine Heimat ist Algerien und Tunesien.[4]
- Melilotus messanensis (L.) All. (Syn.: Melilotus siculus (Turra) Vitman ex B.D.Jacks.): Die Heimat ist Südeuropa, Nordafrika und Vorderasien bis zum Iran; sie in Äthiopien, Südafrika, Pakistan, Australien und in Südamerika ein Neophyt.[4]
- Melilotus neapolitanus Ten. (Syn.: Melilotus spicatus (Sm.) Breistr.): Sie ist in Süd- und Südosteuropa, in Vorderasien, im asiatischen Russland und Nordafrika verbreitet.[4]
- Gelber Steinklee oder Echter Steinklee genannt, (Melilotus officinalis (L.) Lam.): Er ist in Eurasien verbreitet; er ist in Afrika, Nord-, Zentral- und Südamerika sowie in Australien ein Neophyt.[4]
- Melilotus polonicus (L.) Desr.: Sie kommt in Russland, in der Ukraine, in Kasachstan, Aserbaidschan und im Iran vor.[4]
- Melilotus segetalis (Brot.) Ser.: Sie ist in Südeuropa, Nordafrika und Vorderasien verbreitet.[4]
- Melilotus serratifolius Täckh. & Boulos: Sie kommt nur in Ägypten vor.[4]
- Melilotus speciosus Durieu: Die Heimat ist Spanien, Algerien und Marokko.[4]
- Melilotus suaveolens Ledeb.: Sie ist in Asien verbreitet und kommt auch in Äthiopien und Tansania vor.[4]
- Gefurchter Steinklee (Melilotus sulcatus Desf.): Er ist in Südeuropa, Nordafrika sowie Vorderasien verbreitet und ist in Nordamerika, Australien sowie Kenia ein Neophyt.[4]
- Melilotus tauricus (M.Bieb.) Ser.: Sie kommt in der Türkei und in der Ukraine vor.[4]
- Melilotus wolgicus Poir.: Sie ist in Nordosteuropa, Osteuropa und Asien verbreitet; sie ist beispielsweise in Frankreich und Kanada ein Neophyt.[4]

Bei manchen Autoren nicht mehr zu dieser Gattung werden gerechnet:
- Melilotus creticus (L.) Desr. → Trigonella cretica (L.) Boiss.
- Melilotus graecus (Boiss. & Spruner) Lassen → Trigonella graeca (Boiss. & Spruner) Boiss.

## Nutzung und Inhaltsstoffe
Drei Arten sind landwirtschaftlich bedeutsam: Weißer, Gelber und Indischer Steinklee. Im Feld dient Steinklee als Weidepflanze, besonders auch als Bienenweide und zur Gründüngung. Aus geschnittenem Steinklee wird Heu oder Silage bereitet. Durch das beim Trocknen der Pflanzen freiwerdende Cumarin bekommt das Heu den typischen Heugeruch, beziehungsweise es duftet nach Waldmeister. Verdorbenes Heu und schlecht konserviertes Silofutter hingegen enthalten Dicumarol, ein Abbauprodukt des Cumarins; Dicumarol ist giftig für das Vieh und führt zu äußeren und inneren Blutungen.
Zwischen 1928 und 1933 entwickelte der Pflanzengenetiker Max Ufer am Kaiser-Wilhelm-Institut für Züchtungsforschung bitterstofffreie Steinkleepflanzen.

In den heimischen Kräutergarten des 16. Jahrhunderts waren sowohl der Weiße als auch der Gelbe Steinklee zu finden.
 Der Echte oder Gelbe Steinklee bevorzugt steinige Standorte. Medizinisch verwendet werden die zur Blütezeit gesammelten oberirdischen Pflanzenteile vom Echten Steinklee (Melilotus officinalis), aber auch das Kraut vom Hohen Steinklee (Melilotus altissima).